# Marylandben történt légi közlekedési balesetek listája
Az Maryland államban történt légi közlekedési balesetek listája az Amerikai Egyesült Államok Maryland államában történt halálos áldozattal járó, illetve a kisebb balesetek, meghibásodások miatt történt, gyakran csak az adott légiforgalmi járművet érintő baleseteket is tartalmazza évenkénti bontásban. 

## Maryland államban történt légi közlekedési balesetek

### 1958
- 1958. május 20.,  Bruinswick közelében. Összeütközött a levegőben a Capital Airlines 300-as járata, egy Vickers Viscount típusú utasszállító repülőgép, lajstromjele N7410, illetve az Amerikai Egyesült Államok Légierejének 53-5966 oldalszámú Lockheed Martin T–33 Shooting Star típusú repülőgépe. Mindkettő gép lezuhant. Az utasszállítón 7 utas és 4 fős személyzet volt, közülük mindenki életét vesztette, míg a katonai gépen kettő fő személyzet volt és közülük egy fő vesztette életét.[1][2][3]